# 塔拉山 (愛爾蘭)

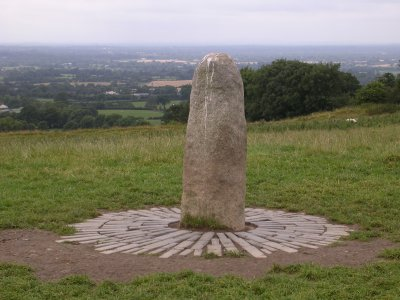
立石（Lia Fail）

塔拉山是位于爱尔兰米斯郡首府纳文以南12公里的小丘，高约154米，是爱尔兰传说中愛爾蘭至尊王登基的所在地。塔拉山顶的中心附近有两座相连的建筑遗迹——科马克居所（Teach Cormaic）和王座（Forradh）。科马克居所有一根石柱，人们通常认为这是至尊王即位的立石。这些建筑约建于西元5世纪之前。山上还有其他新石器时代到青铜时代的遗址。塔拉山在爱尔兰人心目中具有崇高的地位，是爱尔兰的历史文化胜地。